# Australian Federal Police
Pour les articles homonymes, voir AFP (homonymie).
L'Australian Federal Police (littéralement « police fédérale australienne », AFP) est le corps de police nationale, ainsi que le principal organisme chargé de l'application de la loi du gouvernement de l'Australie. L'AFP a le rôle d'enquêter sur la criminalité et de protéger la sécurité nationale du Commonwealth d'Australie.
L'AFP est une agence indépendante du ministère de l'Intérieur (en) et est responsable devant le ministre de l'Intérieur et le Parlement d'Australie. Depuis octobre 2019, le commissaire de la police fédérale australienne est Reece Kershaw (en), anciennement commissaire de la police du Territoire du Nord (en).
La police australienne a joué un rôle essentiel dans l'opération Inronside plus connue internationalement pour les smartphone ANOM et sous le nom d'opération Trojan Shield par le FBI.